# Karlsruhe-Cartierul de est
Cartierul de est este situat în partea de est a centrului orașului Karlsruhe fiind limitat la vest de cartierul Durlach.